# Ржавинцы
Ржа́винцы (укр. Ржавинці) — село в Юрковецкой сельской общине Черновицкого района Черновицкой области Украины.
До 2020 года входило в Заставновский район.
Население по переписи 2001 года составляло 3079 человек. Почтовый индекс — 59445. Телефонный код — 3737. Код КОАТУУ — 7321588001.

## Археология
У села Ржавинцы находится городище IX—X веков. Диаметр площадки городища 23 м. Оно окружено двумя концентрическими валами с вымостками для разжигания огня и двумя рвами с пологими стенками. Между валами располагались большие наземные дома (длина около 25 м), внутри которых были найдены расколотые кости животных. В центре городища помещалась грубо обработанная четырёхгранная стела. Она, видимо, являлась объектом поклонения, но была сброшена в ров с прекращением культовых действ.
В апреле 1915 г. в районе Ржавенцев развернулись интенсивные боевые действия.

## Уроженцы
- Зарубина, Елизавета Юльевна — советская разведчица, подполковник госбезопасности (1943).